# Dirección General de Registro Civil, Identificación y Cedulación
La Dirección General de Registro Civil, Identificación y Cedulación, mejor conocida simplemente como Registro Civil, es la entidad gubernamental del Ecuador encargada de la administración y provisión de servicios relacionados con la gestión de la identidad y de los hechos y actos relativos al estado civil de las personas nacionales y extranjeros. Es el principal y oficial emisor de documentos de identificación en el país, en contraste con otras entidades creadas por gobiernos autónomos descentralizados -como el Registro Civil de Guayaquil- que están facultadas para la emisión documentos y certificados bajo la supervisión de DGRCIC. 
El Registro Civil ecuatoriano fue fundado en 1900, por lo que cuenta con 124 años de funcionamiento. La dirección general tiene su sede principal en Quito, desde donde se monitorea y regulan las diferentes direcciones provinciales, y estas a su vez a cada una de las agencias de Registro Civil. Esta entidad está actualmente reglamentada por la Ley Orgánica de Gestión de la Identidad y Datos Civiles. Su actual director general es Fernando Alvear.

## Historia
En 1900, durante el gobierno del general Eloy Alfaro, la presidencia presentó un proyecto de ley ante el Congreso Nacional, en la cual se pretendía regular el registro de los matrimonios civiles, de los nacimientos y las defunciones. Dicho proyecto fue aceptado por el órgano legislativo, el cual expidió la primera Ley de Registro Civil, para lo cual se ordenó su promulgación mediante decreto firmado por Manuel Cueva como presidente del Senado, Leónidas Plaza Gutiérrez como presidente de la Cámara de Diputados, y Luis Napoleón Dillon como secretario. La ley fue publicada en el Registro Oficial no. 1252 del 29 de octubre de 1900. El ministro de Justicia, José Peralta, fue encargado de la ejecución del decreto; mientras que el escritor y periodista Manuel J. Calle fue designado como el primer director general de la institución.